# فندوق صابونی غربی
فندوق صابونی غربی (نام علمی: Sapindus saponaria) نام یک گونه از سرده فندوق صابونی است.